# Liste de musées en Serbie
Pour les autres articles nationaux ou selon les autres juridictions, voir Liste des musées par pays.
Cet article présente une liste non exhaustive de musées en Serbie, classés par ville.

## Kragujevac
- Maison de Svetozar Marković
- Musée mémorial du 21 octobre
- Musée national de Kragujevac
- Musée Stara Livnica

## Novi Sad
- Galerie de la Matica srpska
- Galerie des beaux-arts - Donation et collection de Rajko Mamuzić
- Collection commémorative Pavle Beljanski
- Musée d'art contemporain de Voïvodine (Muzej savremene likovne umetnosti)
- Musée de la ville de Novi Sad (Muzej grada Novog Sada)
- Musée de Voïvodine

## Autres villes
- Konak du prince Miloš à Gornja Crnuća (maison de Miloš Obrenović)
- Musée d'art naïf et marginal de Jagodina
- Musée du patrimoine local de Koceljeva
- Musée national de Kraljevo
- Musée du patrimoine local d'Aleksinac (sr), à Aleksinac
- Musée national de Niš
- Musée Ras Novi Pazar
- Musée régional de Prijepolje
- Musée national de Šabac
- Musée national d'Užice
- Musée national de Vranje
- Musée national de Zaječar